# Gårdsjön (Skogs socken, Hälsingland)
Gårdsjön är en sjö i Söderhamns kommun i Hälsingland och ingår i Skärjåns huvudavrinningsområde. Sjön är 16 meter djup, har en yta på 0,444 kvadratkilometer och är belägen 94,5 meter över havet. Sjön avvattnas av vattendraget Skärjån (Tönsån).

## Delavrinningsområde
Gårdsjön ingår i det delavrinningsområde (677564-154912) som SMHI kallar för Utloppet av Gårdsjön. Medelhöjden är 105 meter över havet och ytan är 1,36 kvadratkilometer. Räknas de 21 avrinningsområdena uppströms in blir den ackumulerade arean 89,69 kvadratkilometer. Avrinningsområdets utflöde Skärjån (Tönsån) mynnar i havet. Avrinningsområdet består mestadels av skog (49 procent). Avrinningsområdet har 0,44 kvadratkilometer vattenytor vilket ger det en sjöprocent på 32 procent.